# Orgasmo forzado

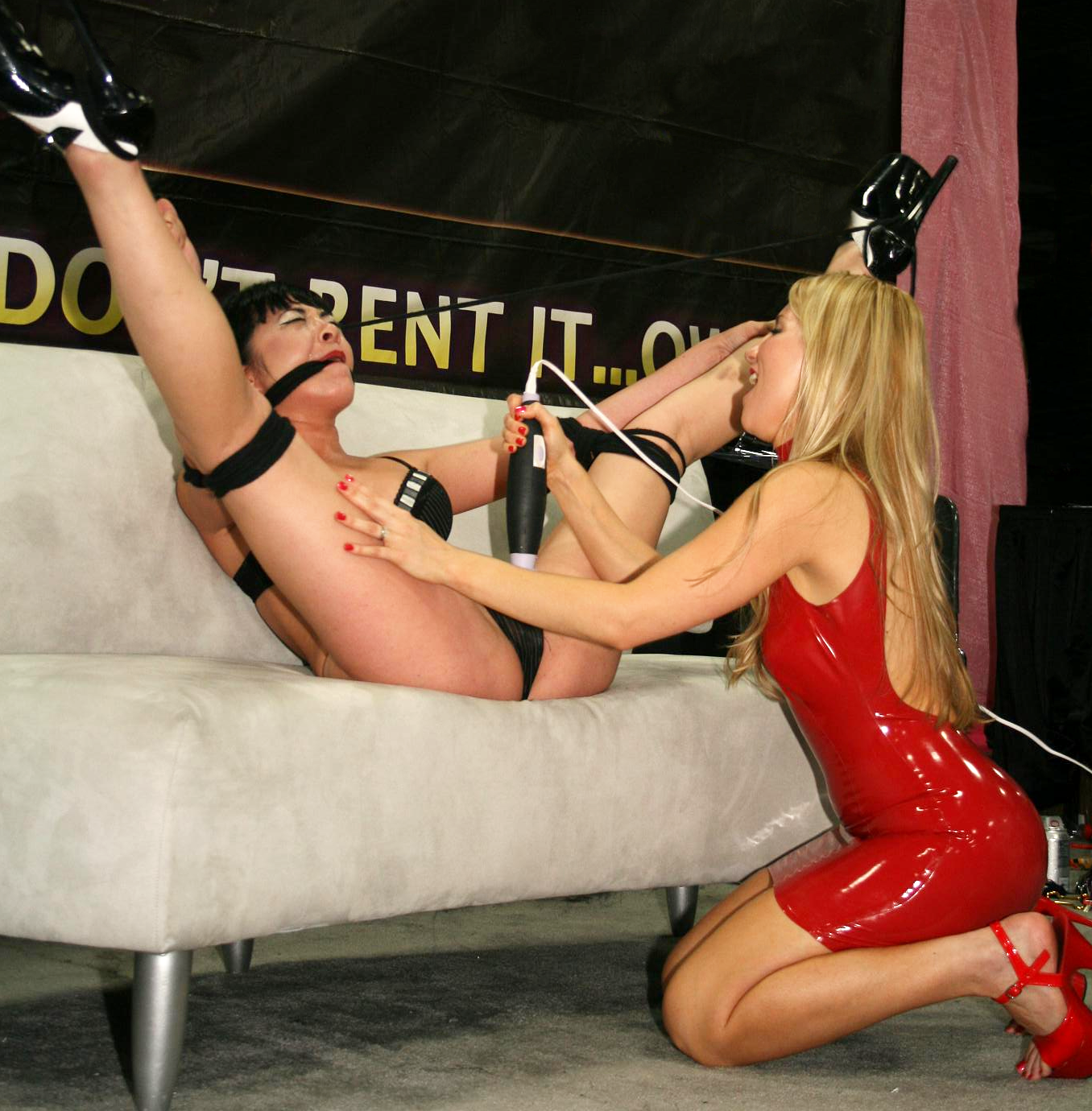
Una mujer consiente un orgasmo forzado mientras está restringida y amordazada en una muestra en la Expo Exxxotica de 2008.

Un orgasmo forzado es un juego sexual y una acción consensuada dentro del mundo BDSM o kink consiente en obligar a una persona a tener un orgasmo de una manera forzada, que esté más allá de su propio control de estimulación. A la persona que llega al orgasmo involuntario normalmente se la somete a restricciones físicas para privarla de la capacidad de controlar el inicio y la intensidad del orgasmo, y aumentar la sensación de impotencia, una situación que algunas personas encuentran sexualmente excitante.
La práctica del orgasmo forzado también puede combinarse con otros juegos de control, como la negación del orgasmo, el control de los mismos o los orgasmos arruinados.
La pareja que consiente se encuentra restringida e incapaz de dejar de ser estimulada sexualmente, mientras la pareja activa estimula sus genitales y otras zonas erógenas hasta que la pareja atada llegue al orgasmo y, a veces, más allá. La pareja atada está abierta a una amplia gama de estimulación sexual, incluido el sexo vaginal, oral o anal. Los orgasmos forzados pueden inducirse con estimulación manual de los genitales (en forma de masturbación o digitación). La estimulación puede implicar el uso de juguetes sexuales, como un vibrador, típicamente un "vibrador de varita" ideado por la marca Hitachi.
La forma más común de alcanzar el orgasmo en los hombres es mediante la estimulación sexual física del pene. Para las mujeres, la forma más común de alcanzar el orgasmo es mediante la estimulación sexual directa del clítoris (es decir, una fricción constante manual, oral u otra acción concentrada contra las partes externas del clítoris). Las estadísticas generales indican que el 70-80% de las mujeres requieren estimulación directa del clítoris para alcanzar el orgasmo.